# Mladý Mesiáš
Mladý Mesiáš je román americké spisovatelky Anne Rice. Kniha byla zveřejněna v roce 2016. V roce 2016 natočil režisér Cyrus Nowrasteh jeho filmovou adaptaci. 

## Děj
Svatou zemí zmítají nepokoje a sedmiletý Ježíš s rodinou opouští Egypt a vydává se na nebezpečnou cestu domů do Jeruzaléma. Během cesty chlapec přemýšlí o záhadách, které obklopily jeho narození.  Zažije také nevídané věci, které ovlivní celou jeho budoucnost.